# American Folk Blues Festival
American Folk Blues Festival – seria koncertów gromadząca amerykańskich wykonawców bluesa, stworzona w celu przedstawienia europejskiej publiczności wszelkich rodzajów muzyki bluesowej. Tury koncertowe odbywały się w latach 1962–1972

## Organizowanie festiwalu
Pierwsze koncerty bluesmanów w Europie (np. Big Bill Broonzy, Josh White, Sonny Terry & Brownie McGhee i Muddy Waters) jeszcze w latach 50. XX w. spotkały się z entuzjastycznym przyjęciem. Broonzy, który odbył tournée po Wielkiej Brytanii już w 1951 r., namawiał Muddy’ego Watersa na podróż do WB. Jednak w latach 50. zainteresowanie bluesem w USA było na tyle duże, że Waters w ogóle nie rozpatrywał zaoceanicznej podróży. Jednak już pod koniec lat 50. sytuacja poważnie się zmieniła, blues stracił swoją publiczność na korzyść rhythm and bluesa i zmusiło to Watersa do wyjazdu za ocean w 1958 r. Dodatkowym bodźcem było to, że w Europie blues był bardzo popularny. Zelektryfikowane koncerty zespołu Watersa, prezentujące najgłośniejszą muzykę, taką, jaka nie była do tej pory wykonywana w Europie, chociaż przeraziły krytyków spodziewających się akustycznego bluesa wiejskiego, wpłynęły na powstanie brytyjskiego rocka.
Na początku lat 60. dwaj młodzi producenci niemieccy – Horst Lippmann i Fritz Rau postanowili poznać Europę z całym spektrum współczesnego bluesa, od bluesa z Missisipi, poprzez inne rodzaje bluesa wiejskiego, zydeco do bluesa miejskiego, zwłaszcza chicagowskiego. Zostali do tego zachęceni entuzjastycznym sprawozdaniem jednego z ich przyjaciół, który udał się do USA i był świadkiem w Chicago jam session Williego Dixona i Sunnylanda Slima.
Jak wspomina Lippman, ponieważ nie mógł on wtedy udać się do USA, wszystko było załatwiane telefonicznie. Wielką pomocą wykazał się Willie Dixon.
Kiedy rozpoczęły się pierwsze koncerty, zupełnym zaskoczeniem był prawie całkowity brak dotychczasowej jazzowej publiczności. Została ona wyparta przez nową, młodą publiczność, która już za niedługo stała się publicznością rockową.
Udało się także zabezpieczyć udział TV niemieckiej, dzięki czemu większość bluesmanów została uwieczniona na taśmie filmowej. Te występy ukazały się na kilku DVD w latach 2000.

## Festiwale
1962 – pocz. 31 sierpnia
- Memphis Slim
- Helen Humes
- T-Bone Walker
- John Lee Hooker
- Willie Dixon
- Jump Jackson
- Shakey Jake Harris
- Sonny Terry & Brownie McGhee

1963
- Memphis Slim
- Matt 'Guitar' Murphy
- Willie Dixon
- Billie Stepney
- Muddy Waters
- Otis Spann
- Sonny Boy Williamson II
- Victoria Spivey
- Big Joe Williams
- Lonnie Johnson

1964
- Sonny Boy Williamson II
- Hubert Sumlin
- Sunnyland Slim
- Lightnin’ Hopkins
- Sleepy John Estes
- John Henry Barbee
- Clifton James
- Willie Dixon
- Sugar Pie DeSanto
- Howlin’ Wolf – dotarł wtedy do Polski

1965
- Mississippi Fred McDowell
- J.B. Lenoir
- Big Walter „Shakey” Horton
- Fred Below
- Buddy Guy
- Jimmie Lee Robinson
- Eddie Boyd
- John Lee Hooker
- Big Mama Thornton
- Doctor Ross
- Roosevelt Sykes

1966
- Robert Pete Williams
- Big Joe Turner
- Junior Wells
- Rosevelt Sykes
- Otis Rush
- Sippie Wallace
- (brak reszty danych)

1967
06.10 Sztokholm; 07.10 Frankfurt nad Menem; 08.10 Lünen; 09.10 Köln (TV); 10.10 Köln; 11.10 Kopenhaga; 12.10 Helsinki; 13.10 Lund; 14.10 Amsterdam; 15.10 Berlin; 16.10 Bruksela; 18.10 Strassburg; 19.10 Zurych; 20.10 Genewa; 21.10 Paryż
- Bukka White
- Hound Dog Taylor
- Dillard Crume
- Odie Payne
- Little Walter
- Son House
- Skip James
- Koko Taylor
- Sonny Terry & Brownie McGhee

1968
07.10 Frankfurt nad Menem; 08.10 Sztokholm; 09.10 Göteborg; 10.10 Kopenhaga; 11.10 Antwerpia lub Groningen; 12.10 Amsterdam; 13.10 Bruksela; 14.10 Köln (TV); 15.10 Lünen; 16.10 Zurych; 17.10 Barcelona; 18.10 Genewa; 19.10 Lyon; 20.10 Paryż; 22.10 Londyn (TV); 23.10 Glasgow; 24.10 Hammersmith; 26.10 Manchester; 27.10 Leicester; 28.10 Birmingham; 29.10 Bristol; 30.10 Croydon; 01.11 Sheffield; 03.11 Newcastle
- John Lee Hooker
- T-Bone Walker
- Big Joe Williams
- Curtis Jones
- Jimmy Reed
- Eddie Taylor
- Big Walter 'Shakey' Horton
- Jerome Arnold
- J.C. Lewis

1969
03.10 Londyn; 04.10 Londyn lub Aarhus; 05.10 Oslo; 06.10 Sztokholm (?); 07.10 Oslo (?); 08.10 Kopenhaga (?); 09.10 Helsinki; 10.10 Lund; 11.10 Göteborg; 12.10 Göteborg; 13.10 Hamburg; 14.10 Frankfurt nad Menem; 15.10 Wiedeń; 16.10 Stuttgart; 17.10 Lünen; 18.10 Bruksela; 20.10 Berlin; 21.10 Strassburg; 22.10 Zurych; 23.10 Stuttgart; 24.10 Lyon 25.10 Genewa
- Magic Sam
- Earl Hooker
- Juke Boy Bonner
- Clifton Chenier
- Cleveland Chenier
- John Jackson
- Alex Moore
- Carey Bell

## Dyskografia
- American Folk Blues Festival '62 to '65 (5 CD) ECD 26100 (1995)

## Wideografia
- The American Folk Blues Festival 1962–1966 Volume One (2003)
- The American Folk Blues Festival 1962–1966 Volume Two (2003)
- The American Folk Blues Festival 1962–1966 Volume Three (2004)
- The American Folk-Blues Festival. The British Tours 1963–1966 (2007)
- Legends of The American Folk Blues Festivals Vols 3 (2008)